# Oregonské pobřežní pásmo
Oregonské pobřežní pásmo (anglicky Oregon Coast Range) je pohoří ve státě Oregon, na severozápadě Spojených států amerických. Rozkládá se podél pobřeží Tichého oceánu. Na severu tvoří jeho hranici řeka Columbia, na jihu řeka Coquille. Pohoří má délku ze severu k jihu okolo 400 km a šířku 50 až 100 km. Nejvyšší hora Marys Peak má 1 248 m.

## Geografie
Průměrná nadmořská výška Oregonského pobřežního pásma je 460 m. Na severu, směrem ke státu Washington, dosahují nejvyšší vrcholy pouze k 900 m. Směr pohoří sever-jih narušují hluboká, kaňonovitá údolí velkých řek jako je Columbia, Chehalis nebo Willapa. Za hornatým pobřežním pásmem písečných dun se na východě nachází nížina.

### Nejvyšší vrcholy
- Marys Peak (1 250 m)
- Rogers Peak (1 130 m)
- Grass Mountain (1 099 m)
- Laurel Mountain (1 095 m)
- Bone Mountain (1 081 m)